# Elecciones estatales del Estado de México de 2003
Las Elecciones estatales del Estado de México se llevó a cabo el domingo 9 de marzo de 2003, y en ellas se renovarán los cargos de elección popular en el Estado de México, rumbo a las Elecciones federales:
- 123 ayuntamientos, compuestos por un Presidente Municipal y regidores electo para un período de tres años no reelegible en ningún período.
- 75 diputados del Congreso del Estado, 45 electos por mayoría relativa en cada uno de los Distritos Electorales y 30 por el principio de Representación Proporcional.

## Resultados electorales

### Ayuntamientos

#### Municipio de Toluca
|  | 39.34 % |

|  | 37.94 % |

|  | 15.80 % |

|  | 2.75 % |

|  | 0.92 % |

|  | 0.54 % |

|  | 0.03 % |

|  | 2.67 % |

|  | 100.00 % |

#### Municipio de Tlalnepantla
|  | 54.66 % |

|  | 19.96 % |

|  | 21.84 % |

|  | 0.34 % |

|  | 0.27 % |

|  | 0.35 % |

|  | 2.58 % |

|  | 100.00 % |

#### Municipio de Nezahualcóyotl
|  | 14.98 % |

|  | 26.93 % |

|  | 50.69 % |

|  | 1.22 % |

|  | 1.36 % |

|  | 0.43 % |

|  | 0.59 % |

|  | 0.57 % |

|  | 0.44 % |

|  | 2.79 % |

|  | 100.00 % |

#### Municipio de Huixquilucan
|  | 28.02 % |

|  | 33.71 % |

|  | 28.16 % |

|  | 2.54 % |

|  | 2.74 % |

|  | 0.60 % |

|  | 1.49 % |

|  | 0.02 % |

|  | 2.73 % |

|  | 100.00 % |

#### Municipio de Valle de Chalco
|  | 11.30 % |

|  | 27.37 % |

|  | 53.95 % |

|  | 1.96 % |

|  | 0.56 % |

|  | 0.31 % |

|  | 0.27 % |

|  | 0.05 % |

|  | 4.23 % |

|  | 100.00 % |

#### Municipio de Atlacomulco
|  | 32.14 % |

|  | 56.63 % |

|  | 5.28 % |

|  | 0.84 % |

|  | .52 % |

|  | 0.28 % |

|  | 0.31 % |

|  | 0.58 % |

|  | 0.00 % |

|  | 3.41 % |

|  | 100.00 % |

#### Municipio de Metepec
|  | 31.42 % |

|  | 27.41 % |

|  | 6.15 % |

|  | 26.29 % |

|  | 6.18 % |

|  | 0.59 % |

|  | 0.03 % |

|  | 1.94 % |

|  | 100.00 % |

#### Municipio de Ecatepec
|  | 30.11 % |

|  | 33.24 % |

|  | 29.57 % |

|  | 1.87 % |

|  | 0.55 % |

|  | 0.58 % |

|  | 0.51 % |

|  | 1.43 % |

|  | 0.01 % |

|  | 2.14 % |

|  | 100.00 % |

#### Municipio de Naucalpan
|  | 46.76 % |

|  | 28.04 % |

|  | 16.67 % |

|  | 1.02 % |

|  | 0.39 % |

|  | 0.59 % |

|  | 2.20 % |

|  | 0.61 % |

|  | 2.76 % |

|  | 100.00 % |

#### Municipio de Tultitlán
|  | 18.26 % |

|  | 33.35 % |

|  | 38.35 % |

|  | 5.36 % |

|  | 0.70 % |

|  | 0.89 % |

|  | 0.38 % |

|  | 0.32 % |

|  | 0.02 % |

|  | 2.37 % |

|  | 100.00 % |

#### Municipio de Texcoco
- Higinio Martínez Miranda  Hecho

#### Municipio de Atizapán de Zaragoza
|  | 43.88 % |

|  | 30.75 % |

|  | 16.10 % |

|  | 1.28 % |

|  | 1.66 % |

|  | 0.38 % |

|  | 2.58 % |

|  | 0.56 % |

|  | 0.18 % |

|  | 2.63 % |

|  | 100.00 % |

#### Municipio de Acambay
- Ariel Peña Colín  Hecho

#### Municipio de Chalco
- Jaime Espejel Lazcano  Hecho

#### Municipio de Melchor Ocampo
- Isidro Rivas Juárez PRI-PVEM  Hecho
- Rubén Terrazas PAN  No
- Dr. Abel Domínguez PRD  No

#### Municipio de Tultepec
- Armando Portuguez Fuentes PRD  Hecho
- Pedro Flores Pimentel PRI-PVEM  No
- Ezequiel Vazquez PAN  No
- José Luis Urban Cortés PT  No

#### Municipio de Coacalco
|  | 40.11 % |

|  | 37.91 % |

|  | 13.98 % |

|  | 2.15 % |

|  | 1.01 % |

|  | 1.44 % |

|  | 0.71 % |

|  | 0.66 % |

|  | 0.01 % |

|  | 2.01 % |

|  | 100.00 % |

#### Municipio de Cuautitlán
- Gabriel Casillas Zannata PRI-PVEM  Hecho

#### Municipio de Cuautitlán Izcalli
|  | 46.12 % |

|  | 32.70 % |

|  | 10.91 % |

|  | 5.55 % |

|  | 0.92 % |

|  | 0.72 % |

|  | 1.11 % |

|  | 0.02 % |

|  | 1.94 % |

|  | 100.00 % |

#### Municipio de Ixtapaluca
|  | 12.75 % |

|  | 42.70 % |

|  | 37.57 % |

|  | 1.47 % |

|  | 0.79 % |

|  | 0.30 % |

|  | 0.40 % |

|  | 0.90 % |

|  | 0.06 % |

|  | 3.06 % |

|  | 100.00 % |

### Diputados

#### XIII Distrito Local
- Enrique Peña Nieto PRI-PVEM  Hecho